# Allium albiflorum
Allium albiflorum là một loài thực vật có hoa trong họ Amaryllidaceae. Loài này được Omelczuk mô tả khoa học đầu tiên năm 1962.